# Triplophyllum buchholzii
Triplophyllum buchholzii är en ormbunkeart som först beskrevs av Oskar Kuhn, och fick sitt nu gällande namn av Holtt. Triplophyllum buchholzii ingår i släktet Triplophyllum och familjen Tectariaceae. Inga underarter finns listade.